# (100613) 1997 SM31
(100613) 1997 SM31 es un asteroide perteneciente al cinturón de asteroides, descubierto el 28 de septiembre de 1997 por el equipo del Spacewatch desde el Observatorio Nacional de Kitt Peak, Arizona, Estados Unidos.

## Designación y nombre
Designado provisionalmente como 1997 SM31.

## Características orbitales
1997 SM31 está situado a una distancia media del Sol de 2,528 ua, pudiendo alejarse hasta 3,109 ua y acercarse hasta 1,948 ua. Su excentricidad es 0,229 y la inclinación orbital 8,339 grados. Emplea 1468,90 días en completar una órbita alrededor del Sol.

## Características físicas
La magnitud absoluta de 1997 SM31 es 16,7.